# Lijst van ministers van Huisvesting van de Duitstalige Gemeenschap
Dit is een lijst van Duitstalige ministers van Huisvesting in de regering van de Duitstalige Gemeenschap.

## Lijst
| Nr. | Minister | Minister                   | Partij | Partij | Begin        | Einde       | Regering(en) |
| --- | -------- | -------------------------- | ------ | ------ | ------------ | ----------- | ------------ |
| 1   |          | Antonios Antoniadis (1985) |        | SP     | 17 juni 2019 | 1 juli 2024 | Paasch II    |
| 2   |          | Lydia Klinkenberg (1981)   |        | ProDG  | 1 juli 2024  | heden       | Paasch III   |